# Roy Bailey (Sänger)

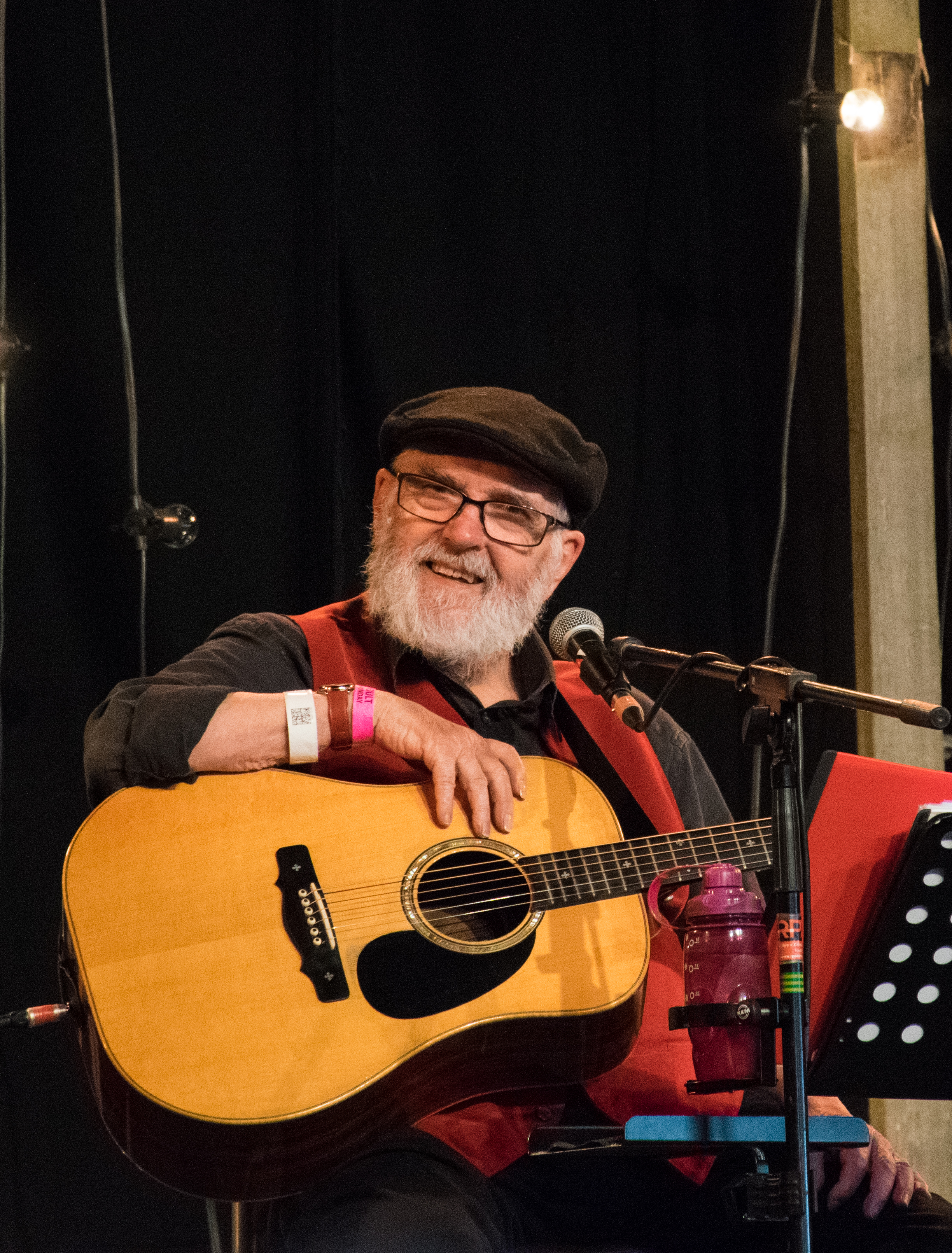
Roy Bailey (August 2018)

Roy Bailey (* 20. Oktober 1935 in London; † 20. November 2018 in Sheffield) war ein politischer Folksänger und Soziologe aus Großbritannien.

## Biografie
Bailey begann seine musikalische Karriere 1958 als Sänger in einer Skiffle-Band. Bekannt wurde er in den 1970er Jahren, besonders durch Aufnahmen mit Martin Carthy und Leon Rosselson. Roy Bailey war trotz seiner umfangreichen musikalischen Karriere immer Amateur und im Hauptberuf Professor für Soziologie an der Hallam Universität in Sheffield. Die Baileys sind ein musikalisches Familienunternehmen: Auf einigen seiner CDs ist seine Frau Val zu hören, seine Tochter Kit hatte sein Management übernommen und auch Schwiegersohn Martin Simpson ist musikalisch erfolgreich.
Bailey war Universitätslehrer im Fachbereich Soziologie. Nach dem Studienabschluss arbeitete er zunächst am Enfield College of Technology in London, der heutigen Middlesex University, deren Fachbereich Soziologie er entscheidend mitgestaltete. Von 1971 arbeitete er an der heutigen Sheffield Hallam University. Bailey wurde 1990 emeritiert. Er arbeitete danach bis 1995 am Northern College.

## Auszeichnungen und Preise
1989 Fellow of the Royal Society of Arts (FRSA)
2000 wurde Bailey für seine Verdienste um die englische Folkmusik der Orden Member of the Order of the British Empire (MBE) verliehen, den er aber 2006 aus Protest gegen die britische Unterstützung der israelischen Invasion des Libanon zurückgab.
2003 gewann er mit Tony Benn den BBC Radio 2 Folk Awards in der Kategorie 'Best Live Act'.

## Diskografie
Soloalben:
- 1968 Oats & Beans & Kangaroos
- 1969 Cobweb of Dreams (EP)
- 1971 Roy Bailey
- 1976 New Bell Wake
- 1982 Hard Times
- 1982 … Freedom Peacefully
- 1988 Leaves From A Tree
- 1989 Why Does It Have to Be Me?
- 1994 Business As Usual
- 1997 New Directions in the Old
- 2000 Coda
- 2002 Up the Wooden Hill
- 2003 The Writing on the Wall – Live in Cambridge 2000
- 2005 Sit Down and Sing
- 2009 Below the Radar

Mit Leon Rosselson:
- 1975 That’s Not the Way It’s Got to Be
- 1977 Love, Loneliness & Laundry
- 1979 If I Knew Who the Enemy Was …

Compilations:
- 1991 What You Do With What You’ve Got
- 1998 Past Masters